# Saved by the Bell: Hawaiian Style
Saved by the Bell: Hawaiian Style is een televisiefilm uit 1992 onder regie van Don Barnhart. De film is de eerste film die gebaseerd is op de sitcom Saved by the Bell.
De film werd opgenomen tijdens de zomer waarin de serie nog steeds liep. In de film gaat de groep vrienden uit de serie op vakantie naar Hawaï, wanneer Kelly's opa hen hiernaartoe uitnodigt. Wanneer een boosdoener er alles aan doet zijn grond te bemachtigen, waar zijn hotel staat, moet de groep er alles aan doen dit tegen te gaan.
In 1994 werd de 2e (en laatste) film gemaakt, die gebaseerd was op de serie. Deze had de titel Saved by the Bell: Wedding in Las Vegas.

## Rolverdeling
| Acteur                 | Personage               |
| ---------------------- | ----------------------- |
| Mark-Paul Gosselaar    | Zack Morris             |
| Tiffani-Amber Thiessen | Kelly Kapowski          |
| Mario López            | A.C. Slater             |
| Dustin Diamond         | Samuel "Screech" Powers |
| Lark Voorhies          | Lisa Turtle             |
| Elizabeth Berkley      | Jessica "Jessie" Spano  |
| Rena Sofer             | Andrea Larson           |
| Dennis Haskins         | Mr. Richard Belding     |
| Dean Jones             | Harry Bannister         |
| Dan Gauthier           | Brian Hanson            |